# Legal & General
Legal & General (L&G) est un groupe britannique de services financiers, fournissant des produits d'assurance-vie, d'assurance santé, de compléments de retraites et d'investissement.

## Histoire
Legal & General possède une filiale en France depuis 1934, qui est spécialisée dans la gestion de patrimoine et la banque privée pour les particuliers, ainsi que l'assurance collective pour les entreprises (prévoyance, santé, retraite, épargne salariale). La filiale française a été acquise en janvier 2016 par le Groupe APICIL et se présentera désormais sous la marque Gresham, en hommage à l'économiste anglais Thomas Gresham, fondateur de la Bourse britannique. 
En février 2025, Legal & General annonce la vente de sa filiale américaine d'assurance dommage à Meiji Yasuda pour 2,3 milliards de dollars.

## Activité
Il est l'un des principaux acteurs européens de la gestion de l'épargne avec environ 1300 milliards d'euros d'actifs gérés à fin 2014. Le groupe est coté à la bourse de Londres et fait partie du FTSE 100 (équivalent britannique du CAC 40). De par son activité de gestion d'actifs, il détient des participations significatives dans la plupart des grands groupes de Grande-Bretagne.

## Principaux actionnaires
Au 23 janvier 2020:
| Invesco Asset Management                         | 4,96% |
| Capital Research & Management (World Investors)  | 4,08% |
| The Vanguard Group                               | 2,95% |
| Threadneedle Asset Management                    | 2,74% |
| Legal & General Investment Management            | 2,42% |
| BlackRock Fund Advisors                          | 2,36% |
| FIL Investment Advisors                          | 1,88% |
| Capital Research & Management (Global Investors) | 1,88% |
| Artemis Investment Management                    | 1,76% |
| Schroder Investment Management                   | 1,72% |